# Никола Балабанов (критик)
Вижте пояснителната страница за други личности с името Никола Балабанов.
Никола Тодоров Балабанов е български литературен историк и театрален критик.

## Биография
Роден е на 11 ноември 1893 година в София, завършва славянска филология в Софийския университет „Свети Климент Охридски“. През Първата световна война е запасен подпоручик, началник на телефонна команда. Награден е с орден „За военна заслуга“. От 1934 до 1944 година издава списание „Завети“, автор е на научнопопулярни статии за възрожденски дейци, сред които Петър Берон, Любен Каравелов, Неофит Бозвели, Добри Чинтулов. Работи като подначалник и началник на Отделението за култура и изкуство при Министерството на народното просвещение (1920-1932, 1936-1944). Председател е на Комитета за управление на Народния театър.
Никола Балабанов умира на 21 август 1966 година в София.